# Келлі Мессі
Келлі Мессі (англ. Kelly Massey, нар. 11 січня 1985) — британська спринтерка, бронзова призерка Олімпійських ігор 2016 року, чемпіонка Європи.

## Виступи на Олімпіадах
| Олімпіада           | Дисципліна            | Місце |
| ------------------- | --------------------- | ----- |
| Ріо-де-Жанейро 2016 | естафета 4×400 метрів | 3     |

## Зовнішні посилання
- Келлі Мессі Профіль у IAAF (англ.)
- Келлі Мессі — олімпійська статистика на сайті Sports-Reference.com (англ.) (архівна версія)